# Municipio de Freedom (Dakota del Norte)
El municipio de Freedom (en inglés: Freedom Township) es un municipio ubicado en el condado de Ward en el estado estadounidense de Dakota del Norte. En el año 2010 tenía una población de 135 habitantes y una densidad poblacional de 1,45 personas por km².

## Geografía
El municipio de Freedom se encuentra ubicado en las coordenadas 48°3′49″N 101°20′1″O / 48.06361, -101.33361. Según la Oficina del Censo de los Estados Unidos, el municipio tiene una superficie total de 93.37 km², de la cual 91,73 km² corresponden a tierra firme y (1,76 %) 1,64 km² es agua.

## Demografía
Según el censo de 2010, había 135 personas residiendo en el municipio de Freedom. La densidad de población era de 1,45 hab./km². De los 135 habitantes, el municipio de Freedom estaba compuesto por el 100 % blancos. Del total de la población el 0 % eran hispanos o latinos de cualquier raza.